# Ève (X-Files)
Ève (Eve) est le 11e épisode de la saison 1 de la série télévisée X-Files. Dans cet épisode, Mulder et Scully enquêtent sur deux meurtres semblables ayant eu lieu simultanément dans deux endroits très éloignés et découvrent que les filles des victimes pourraient être des clones.
Le scénario, inspiré par le film Ces garçons qui venaient du Brésil, a été proposé en freelance aux producteurs de la série. L'épisode a obtenu des critiques favorables.

## Résumé
À Greenwich, dans le Connecticut, Joe Simmons est retrouvé mort dans son jardin avec deux incisions dans le cou. Mulder, qui pense que ce cas d'exsanguination est une expérience extraterrestre, part enquêter avec Scully. Ils interrogent Teena, la fille de la victime. Les deux agents apprennent alors qu'un meurtre identique s'est produit exactement à la même heure dans le comté de Marin et partent pour la Californie. Pendant ce temps, Teena, placée dans un foyer, se fait enlever.
À leur arrivée chez la deuxième victime, Mulder et Scully s'aperçoivent que sa fille, Cindy Reardon, est le sosie de Teena. La mère de Cindy dit aux agents qu'elle a été conçue par fécondation in vitro dans une clinique de San Francisco. Là, Scully apprend que les Simmons et les Reardon ont été traitées par une femme nommée Dr Sally Kendrick, qui a été licenciée pour avoir mené des expériences d'eugénisme avec des ovules du laboratoire de la clinique. Mulder est contacté par Gorge profonde, qui lui parle d'expériences génétiques menées pendant la guerre froide sur des enfants surnommés « Adam » et « Ève » et le met sur la piste d’une femme internée dans un hôpital psychiatrique. Celle-ci, Ève 6, se révèle être la jumelle de Sally Kendrick et apprend à Mulder et Scully que les Ève ont une force et une intelligence surhumaines mais souffrent de déséquilibre mental, et que ses deux seules sœurs survivantes, Ève 7 et Ève 8, se sont échappées de l'hôpital.
Mulder et Scully ne peuvent empêcher l'une des Ève d'enlever Cindy. La ravisseuse, Ève 7 alias Sally Kendrick, présente les deux fillettes l'une à l'autre. Elle leur révèle les avoir créées et leur reproche d'avoir succombé à leur héritage génétique en tuant leurs pères. En retour, Cindy et Teena lui disent qu'elles connaissaient déjà leurs existences mutuelles et l'empoisonnent avec une dose mortelle de digitaline. Mulder et Scully retrouvent les fillettes, qui prétendent qu'Ève 7 s'est suicidée, et les emmènent avec eux. Sur la route, Cindy et Teena tentent d'empoisonner les deux agents mais Mulder s'en rend compte à temps. Les jumelles s'enfuient mais Mulder finit par les rattraper. Teena et Cindy sont enfermées dans le même hôpital psychiatrique qu'Ève 6 sous les noms d'Ève 9 et Ève 10. Ève 8 s'introduit dans l'hôpital sous une fausse identité, et les deux fillettes lui révèlent qu'elles l'attendaient.

## Distribution
- David Duchovny : Fox Mulder
- Gillian Anderson : Dana Scully
- Harriet Harris : Dr Sally Kendrick / Ève 6, 7 et 8
- Erika Krievins : Cindy Reardon / Ève 10
- Sabrina Krievins : Teena Simmons / Ève 9
- Jerry Hardin : Gorge profonde

## Production
Les scénaristes Kenneth Biller et Chris Brancato proposent en freelance à Chris Carter une idée de scénario, dont le titre de travail est The Girls from Greenwich, ayant pour thème des expériences génétiques menées sur des jumelles. Biller et Brancato, inspirés par le film Ces garçons qui venaient du Brésil (1978), imaginent que cette expérience tourne mal et introduisent un commentaire sur la condition humaine d'une façon semblable à ceux qui étaient faits dans la série La Quatrième Dimension. Les personnages de Teena et Cindy sont baptisées ainsi d'après les prénoms des épouses de Glen Morgan et James Wong, qui révisent tous deux le scénario avant le tournage de l'épisode.
Les producteurs cherchent initialement des jumelles à Los Angeles pour tenir les rôles de Cindy et Teena, mais les lois californiennes sur le travail des enfants sont si contraignantes qu'ils se tournent vers de jeunes comédiennes de Vancouver. Ne trouvant toujours pas d'actrices, le producteur R. W. Goodwin envisage de faire appel à une seule fillette et d'utiliser des effets spéciaux et des doubles pour donner l'illusion de jumelles. Mais cette idée, jugée trop onéreuse et difficile à mettre en œuvre, est rejetée, et la production finit par trouver Erika et Sabrina Krievins pour interpréter les rôles. Chris Carter estime que le jeu des deux jeunes filles s'est révélé être « délicieusement subtil et effrayant ». Les scènes de la fin de l'épisode autour d'un relais routier sont filmées dans un café de White Rock dont le parking en gravier a un aspect « très rural ». Un immense auvent est déployé pour cacher certains bâtiments des alentours lors du tournage de ces scènes. L'épisode a inspiré son nom au groupe de rock Eve 6, dont un des membres était fan de la série.

## Accueil

### Audiences
Lors de sa première diffusion aux États-Unis, l'épisode réalise un score de 6,8 sur l'échelle de Nielsen, avec 12 % de parts de marché, et est regardé par 10,4 millions de téléspectateurs.

### Accueil critique
L'épisode obtient des critiques globalement favorables. Erin McCann, du Guardian, le classe parmi les 13 meilleurs épisodes de la série. Dans leur livre sur la série, Robert Shearman et Lars Pearson lui donnent la note de 4/5.
Le magazine Entertainment Weekly lui donne la note de B+, le qualifiant d'épisode « soigné, satisfaisant et plein de suspense » et saluant l'interprétation d'Harriet Harris. Keith Phipps, du site The A.V. Club, lui donne la note de B+. Le site Le Monde des Avengers lui donne la note de 3/4. John Keegan, du site Critical Myth, lui donne la note de 6/10.
Les personnages d'Eve 9 et Eve 10 sont régulièrement cités parmi les « monstres de la semaine » les plus marquants de la série. Katie King, du webzine Paste, les classe à la 7e place des meilleurs monstres de la série. Louis Peitzman, du site Buzzfeed, les classe à la 8e place des monstres les plus effrayants de la série.